# Hrvatski povijesni prostor u kasnoj antici

## Kasna antika
Podjela Carstva 395. na Istočno i Zapadno Carstvo nije spriječila prodor barbara. Definitivna propast počinje provalom Gota 378., pljačkanje već opustošenih naselja i gospodarstava nastavljaju Zapadni Goti, Huni te Istočni Goti koji dolaze 453. s Teodorikom koji se borio s Rimom 488. u močvarama između Vinkovaca i Vukovara. Nakon ove bitke pojavljuju se Gepidi i Langobardi. Konačna propast uslijedila je dolaskom Avara, a padom Sirmiuma (Srijemke Mitrovice) 580. propao je antički svijet.
Hunska provala 375. je označila početak seobe Slavena koji u prvom naletu dolaze s Avarima. U doba velikih seoba naroda barbarska plemena uništavaju rimske naseobine. Ono što su od Murse ostavili Goti u 4. stoljeću, dokrajčili su Huni 441. godine. Avarska kultura u vrijeme trajanja I. kaganata u 6. i 7. stoljeću mijenja život koji pokazuje bogatstvo i raskoš vladajućih slojeva, osiguran snažnom konjicom. U raskošnoj opremi i okružju ističe se pojas ukraše metalnim jezičcima i dugo koplje te obilje zlata. Slavenski podložni živalj bio je orijentiran na stočarstvo. Potvrdu za to nalazimo u paljevinskim grobovima iz 7. stoljeća u Vinkovcima i Iloku. Prilozi u grobovima s ratničkim i konjskom opremom najbolje govore o raskoši tog razdoblja i karakteru ratničko - konjaničkih Avara.

### Pad Zapadnog Rimskog Carstva i Odoakarova država
474. zapadnorimskim carem postaje Julije Nepot zbacivši cara Glicerija. Tako je postao zakonitim vladarom ostataka Zapadnog Rimskog Carstva: Italije, Dalmacije i Provincije (dijela južne Francuske, današnje Provence). Krajem godine vojnim zapovjednikom proglašava Panonca Oresta. Tom odlukom Nepot je sam skrivio gubitak carske vlasti u Italiji jer je Flavije Orest predobio za sebe podređene trupe i dignuo se protiv Nepota koji je bez borbe napustio Italiju i otplovio u Dalmaciju. Kako Julije Nepot tada nije imao pomoć Istočnog Rimskog Carstva, Orest je za cara postavio svog sina Romula Augustula, koji je vladao samo Italijom. Ono, što je pred godinu dana učinio Orest, dokinuvši Nepotovu vlast u Italiji, učinio je sada germanski poglavica Odoakar, kojega su germanske čete Orestove vojske izabrale svojim kraljem (476.). To je bio pad Zapadnog Rimskog Carstva. Ono se moglo nastaviti eventualnim povratkom priznatog cara Julija Nepota, ali kako opet nije imao pomoć s Istoka, ostao je faktičnim vladarom samo u Dalmaciji. Ubijen je 480., a Odoakar je zaposjeo Dalmaciju pridruživši je svojoj državi, nad kojom je vladao do godine 493.

### Ostrogotska država
Drugačije je bilo u Panoniji. Tu su se doselili Istočni Goti. Teodorik (475. – 526.), kasnije prozvan Veliki, postaje kralj Ostrogota 488. godine. Car Zenon ga šalje u Italiju kako bi preuzeo vlast od Odoakra. Porazio ga je kod Soče 489., a godine 493. zauzima Ravenu i osobno ga ubija. Teodorik je svoje carstvo u Italiji proširio po cijeloj Dalmaciji u rimskim granicama s već osvojenom Panonijom, sve do Kolubare i čitav Srijem sa Singidunumom (Beogradom).
Ostrogoti podijele naš današnji teritorij na dvije zasebne upravne jedinice. Glavni gradovi su postali Salona i Sirmium. Teodorik je nastojao zadržati stare rimske uredbe i zakone te ih je prilagodio novom državnom ustrojstvu. U Panoniji i Dalmaciji je zavladao mir, koji je pogodovao gospodraskom uzdizanju. Posebice je oživio pomorski promet. To potaklo jači razvoj trgovine, ribarstva i proizvodnje soli. Pokušao je obnoviti rudarstvo, ali u tome nije mnogo uspio.
Istočni Goti nisu sprječavali djelovanje katoličke vjere u Dalmaciji. U Saloni, crkvenom dalmatinskom središtu, zasjedale su dvije crkvene sinode - 530. i 533. Na njima se raspravljalo o unutrašnjim prilikama u biskupijama koje su potpadale pod solinsku (salonitansku) metropoliju. Na prvom zasjedanju sudjelovali su biskupi sufragani tj. oni koji su imali pravo glasa: iz raba, Zadra, Siska, Epidauruma, Narone, Martara i Bistue. Na drugom su zajedanju osnovane još četiri biskupije na području salonitanske metropolije i to: Muccur (Makarska), Ludrum (negdje na kninskom polju), Sanseterum (Aržano) i Baloe (oko izvora rijeke Sane). Solinska je metroplija tako imala 12 sufragana čije su biskupije pokrivale čitav teritorij današnje Hrvatske i Bosne. 
Teodorikova se vlast prostirala, osim nad današnjim našim krajevima, i nad Italijom. Njezini građani, koji su se još uvijek smatrali Rimljanima, nisu bili skloni istočnogotskoj vlasti. U Gotima su gledali na otimače svoje imovine, jer je trećina plodnog zemljišta pripala osvajačima. Osim toga Goti su bili arijanci. Arijanstvo je bila jedna od hereza u tadašnjem kršćanstvu. To je stvaralo i vjersku nesnošljivost. Ti i drugi razlozi uzrokovali su, poslije Teodorikove smrti (526.), dinastičke razmirice.

### Justinijanovo osvajanje i Bizant
Bizantski car Justinijan I. iskoristio je sukobe među Ostrogotima i započeo rat s njima. Gotski rat je trajao od 535. – 555. Ovaj se rat vodio u Italiji i Dalmaciji, koja je pripadala Gotima. Justinijanov vojvoda Mundo zauzeo je 535. grad Salonu, a god. 536. izgubili su istočni Goti čitavu Dalmaciju. Ipak je ovaj rat potrajao sve do god. 555.
Justinijan obnavlja Imperij ponovnim osvajanjem (reconqvista), i ujedinjavanjem bivšeg Zapadnog s Istočnim Carstvom. Na osvajačkom putu od Carigrada do Ravene podiže duž istočne obale Jadrana brojne monumentalne građevine. Izvrsno je očuvan reprezentativni kompleks Eufrazijeve bazilike u Poreču u kojem je vrhunskom kvalitetom izražen duh i domet ranobizantske umjetnosti 6. stoljeća. Dok su Ostrogoti ratovali u očajnom ratu s Justinijanom, počeli su u slabo branjenu Panoniju i Dalmaciju preko Dunava, i Drine dolaziti južni Slaveni.

### Naseljavanje Hrvata i Avara
U krajeve rimskih provincija Dalmacije i Panonije Hrvati su se doselili u drugoj polovici 6. i prvoj polovici 7. stoljeća zajedno s vojnim osvajanjima Avara, napose nakon pada Sirmiuma (582.) i Salone (614.). Bizanski car Heraklije, želeći se suprotstaviti osvajanjima Perzijanaca i Avara zove u pomoć Hrvate, koji zajedno s Bizantom 626. pobjeđuju Avare kod Carigrada.
U VI. i VII. stoljeću na istarski poluotok provaljuju Hrvati. Papa Grgur I. pisao je o tome 600. godine solinskom biskupu Maksimu kako Slaveni preko Istre nadiru u Italiju. Do veće kolonizacije Hrvata dolazi poslije 788. godine, kada je Istrom zavladala franačka država, koja kao radnu snagu u većem broju dovodi Hrvate. Činjenica da je Istra od Raše i Učke na istok pripadala franačkoj državi pospješila je priljev hrvatskog življa u unutrašnjost Istre. U primorju to je vrijeme sasvim kroatizirano kvarnersko primorje sve do Učke i dalje do Labina, cijela istočna Istra. Iz razdoblja intenzivne hrvatske kolonizacije potječe i naziv starog hrvatskog utvrđenog naselja Gočan, nedaleko od Barbana.
Kada su Langobardi napustili Panoniju, Avari ostaju jedini gospodari ovog područja i šire svoju vlast prema Dalmaciji, ali i prema Češkoj i prema Alpama. Iako su bilo malobrojni, vrlo brzo su počinili sva slavenska plemena koja su se tu našla.
Vrijeme trajanja II. kaganata, koji počinje krajem 7. i traje čitavo 8. stoljeće, pokazuje manje raskoši i stilske promjene te sve veću orijentaciju na poljodjelstvo. Dolazi do promjene u odnosu Avara i Slavena. Sve više se osjeća slavenska prisutnost, osobito u grobovima viših slojeva. Naime, Slaveni su u početku oslonjeni na avarske tradicije, ali će se one s vremenom izgubiti dominacijom slavenskog življa, što potvrđuju hrvatska groblja u Starim Jankovcima, Privlaci, Otoku, Vučedolu i Sotinu.
U 8. i 9. st., u vrijeme ekspanzije Franaka, formirane su panonske države koje se nalaze u vazalnom položaju prema Francima. Dolazak Mađara u 10. st. bio je sudbonosan za naše krajeva. U to vrijeme javlja se bjelobrdska kultura s izrazito slavenskim obilježjima koju pratimo u razdoblju od 10. do 13. st. Lokalitet Lijeva bara kraj Vukovara predstavlja najveće i najbolje istraženo groblje na redove ove kulture s bogatim grobnim prilozima kojima možemo pridružiti i starohrvatske nalaze iz groblja kraj Bošnjaka. Bjelobrdska naselja poslužit će kao supstrat srednjovjekovnim naseljima Hrvata koji svojim arhitektonskim ostacima, uglavnom sakralnog karaktera, svjedoče o kontinuitetu naseljavanja ovog područja.